# Limonia karafutonis
Limonia karafutonis là một loài ruồi trong họ Limoniidae. Chúng phân bố ở miền Cổ bắc.